# علی‌آباد (دشت بیل)
علی‌آباد یک روستا در ایران است که در دهستان دشت بیل در شهرستان اشنویه در استان آذربایجان غربی واقع شده‌است. علی‌آباد ۱۰۲ نفر جمعیت دارد.

## جمعیت
این روستا دربخش مرکزی شهرستان اشنویه قرار دارد و براساس سرشماری مرکز آمار ایران در سال ۱۳۸۵، جمعیت آن ۱۰۲ نفر (۲۰ خانوار) بوده‌است.